# António Carmona Rodrigues
António Pedro de Nobre Carmona Rodrigues (ur. 23 czerwca 1956 w Lizbonie) – portugalski inżynier, nauczyciel akademicki i polityk, w latach 2003–2004 minister, w latach 2004–2005 i 2005–2007 burmistrz Lizbony.

## Życiorys
Podjął studia na Universidade Técnica de Lisboa, po czym przeniósł się na uczelnię wojskową Academia Militar, na której w 1978 ukończył inżynierię lądową. W 1982 specjalizował się w zakresie budownictwa wodnego na Uniwersytecie Technicznym w Delfcie, a w 1992 doktoryzował się z inżynierii środowiska na Universidade Nova de Lisboa. Został na tej uczelni nauczycielem akademickim, dochodząc do stanowiska profesorskiego. Uczestniczył w różnych projektach związanych z gospodarowaniem zasobami wodnymi, był członkiem państwowych organów doradczych w tej dziedzinie. W latach 1993–1995 pełnił funkcję doradcy sekretarza stanu do spraw środowiska i zasobów naturalnych. Od 2000 do 2002 był przewodniczącym APRH, portugalskiego stowarzyszenia zasobów wodnych.
Działał w Partii Socjaldemokratycznej (PSD). W latach 2002–2003 był zastępcą burmistrza Lizbony. Od kwietnia 2003 do lipca 2004 sprawował urząd ministra robót publicznych, transportu i mieszkalnictwa w rządzie, którym kierował José Manuel Durão Barroso. Następnie przejął obowiązki burmistrza Lizbony w miejsce Pedra Santany Lopesa, który został premierem. Wykonywał je do marca 2005, po czym został zastąpiony przez swojego poprzednika, który dokończył kadencję upływającą w październiku 2005. António Carmona Rodrigues powrócił wówczas na urząd burmistrz portugalskiej stolicy jako następca Pedra Santany Lopesa.
Zajmował to stanowisko do maja 2007. Utracił je w związku z prowadzonym postępowaniem karnym dotyczącym korupcji. Pozostał członkiem władz miejskich do 2009. W tym samym roku próbował powrócić na funkcję burmistrza jako kandydat niezależny. Zajął się ponownie działalnością akademicką, a także doradczą. Jego proces karny zakończył się w 2014 wyrokiem uniewinniającym.